# Natte duinvallei
Natte duinvallei is een natuurdoeltype dat voornamelijk bestaat uit pionierssoorten, mossen en graminoïden. Het natuurdoeltype komt voornamelijk voor in valleien binnen de duinen, afgesloten zeearmen en oeverwallen. Het natuurdoeltype vergt een zeer nat tot matig nat waterregime en vergt een ondiepe grondwaterstand wat brak mag zijn. Het natuurdoeltype kan niet tegen overstroming van zeewater. De vegetatie wordt voornamelijk gevoed door regen- en grondwater en incidenteel door oppervlaktewater. Het natuurdoeltype vergt een zwak eutrofe tot mesotrofe bodem met een neutrale pH-waarde. Het natuurdoeltype komt voor op natte (hydro)zandvaaggronden. Het natuurdoeltype komt meestal voor in combinatie met de natuurdoeltype strand en stuivend duin en droogvallende plassen. Is natte duinvallei niet in combinatie met deze natuurdoeltype aanwezig kan het zichzelf niet voor een langere perioden in stand houden en vergt een oppervlakte van minstens 5 ha om in stand te kunnen blijven. Wanneer het natuurdoeltype voor komt in de duinen komt het overeen met het habitattype vochtige duinvalleien uit de habitatrichtlijn.  

## Plantengemeenschap
Binnen het natuurdoeltype natte duinvallei kunnen meerdere plantengemeenschappen voorkomen. Deze plantengemeenschappen hoeven niet allemaal voor te komen om het natuurdoeltype te bereiken.   
| Nederlandse naam                                          | Wetenschappelijke naam                                           |
| --------------------------------------------------------- | ---------------------------------------------------------------- |
| associatie van waterpunge en oeverkruid                   | Samolo-Littorelletum                                             |
| associatie van drienervige en zwarte zegge                | Caricetum trinervi-nigrae                                        |
| associatie van duinrus en parnassia                       | Parnassio-Juncetum atricapilli                                   |
| knopbies-associatie                                       | Junco baltici-Schoenetum nigricantis                             |
| associatie van bonte paardenstaart en moeraswespenorchis  | Equiseto variegati-Salicetum repentis                            |
| rompgemeenschap met duinriet en addertong                 | RG Calamagrostis epigejos-Ophioglossum vulgatum-[Parvocaricetea] |
| associatie van aardbeiklaver en fioringras                | Trifolio fragiferi-Agrostietum stoloniferae                      |
| blauwgrasland                                             | Cirsio dissecti-Molinietum                                       |
| associatie van wintergroen en kruipwilg                   | Pyrolo-Salicetum                                                 |
| associatie van strandduizendguldenkruid en krielparnassia | Centaurio-Saginetum                                              |
| draadgentiaan-associatie                                  | Cicendietum filiformis                                           |
| associatie van ganzenvoeten en beklierde duizendknoop     | Chenopodietum rubri                                              |